# Lucky Blue Smith
Lucky Blue Smith (Spanish Fork, 4 giugno 1998) è un modello statunitense.

## Biografia
Lucky Blue Smith è nato a Spanish Fork il 4 giugno 1998, la madre è un ex modella mentre il padre è un musicista. Ha tre sorelle più grandi, Starlie Cheyenne, Daisy Clementine (1996) e Pyper America (1997), quest'ultime anch'esse modelle. Insieme alle sorelle ha formato una band "The Atomics" e prodotto un disco.

### Vita privata
Ha una figlia, Gravity Blue nata il 26 luglio 2017, avuta dalla modella Stormi Bree Henley, con cui ha avuto una relazione dal 2016 al 2017. Il 22 febbraio 2020 si è sposato con Nara Aziza Pellman, con cui aveva iniziato una relazione nel 2019, dalla loro unione sono nati tre figli, Rumble Honey nata il 7 ottobre 2020, Slim Easy, nato il 6 gennaio 2022 e Whimsy Lou nata l’8 aprile 2024. Il 9 giugno 2025, annunciano l’arrivo del quarto figlio. 

## Carriera
La sua carriera iniziò all'età di 12 anni quando è stato notato da un talent scout per strada che lo inserì nei book maschili, mentre a 15 anni realizza la sua prima campagna pubblicitaria per Gap.
Nel 2015 apparì nel videoclip della canzone I Want Your Love, di Lady Gaga, mentre l'anno successivo fu scelto come testimonial di L'Oreal, e fu protagonista del film indipendente Love Everlasting, diretto da Rob Diamond. Inoltre fu testimonial della linea denim di Tommy Hilfiger, accanto alla modella Hailey Baldwin. Nel 2019 fu scelto come testimonial, insieme alla collega Bella Hadid, della campagna pubblicitaria di KITH x Versace.

## Agenzie
- IMG - Milano, New York, Parigi, Londra

## Campagne pubblicitarie
- Armani Exchange A/I (2019)
- Furla P/E (2019)
- Gap (2013)
- Harrolds Australia A/I (2018)
- H&M (2017)
- Iceberg (2017)
- John Varvatos A/I (2019)
- Just Cavalli A/I (2019)
- KITH X VERSACE (2019)
- Ksubi (2015)
- L'Oreal (2016)
- Moncler A/I (2015)
- Philipp Plein (2015-2017)
- Ralph Lauren (2022-2023)
- Tom Ford (2015-2017)
- Tommy Hilfiger Denim (2016-2017)
- Trussardi P/E (2020)

## Filmografia

### Cinema
- Love Everlasting, regia di Rob Diamond (2016)

### Videoclip
- I Want Your Love - Lady Gaga (2015)